# Сырбушка
Сы́рбушка (рум. Sîrbuşca) — молдавский национальный суп из молочной сыворотки, овощей и крупы. Изначально для сырбушки использовали сыворотку от овечьего молока, но в настоящее время суп готовят и с сывороткой от коровьего молока.

## История
Загущённые супы на кислой основе (квасе, сыворотке) характерны для многих европейских народов. Характерным для сырбушки (и молдавской кухни вообще) является использование кукурузы. В сырбушке используют кукурузную крупу или муку. Кукурузу (как и картофель) в Молдавию завезли не ранее XVII века, но благодаря высокой урожайности она стала национальным молдавским продуктом.

## Разновидности
В литературе приводятся различные варианты приготовления сырбушки. В частности, существенно отличается последовательность закладки продуктов в суп. Иногда предлагается всыпать кукурузную или манную крупу, предварительно замоченную в холодной воде, в кипящую воду и проваривать её до полуготовности, а затем добавлять овощи (мелко нарезанный лук, морковь, нарезанную вдоль пополам или кубиками, нарезанный крупной соломкой картофель) и варить до готовности крупы и овощей. В других вариантах начинают с отваривания овощей, и уже в овощной отвар всыпают муку (в этом случае крупу-сечку использовать нельзя). Другим отличием является количество используемой воды — при использовании домашней, отстоявшейся от молочных продуктов сыворотки, воду предлагается не использовать совсем, и варить суп сразу только на сыворотке. В других вариантах молочную сыворотку вливают в суп в конце варки, в количестве вдвое большем, чем количество воды. Суп в разных вариантах заправляют растопленным сливочным маслом, кориандром, измельченным чесноком, настаивают, при подаче к столу посыпают зеленью укропа.